# Catalaans onafhankelijkheidsreferendum 2017
Op 1 oktober 2017 hield de regionale overheid van Catalonië een referendum over het uitroepen van een Catalaanse Republiek, onafhankelijk van Spanje. Dit referendum werd aangekondigd in juni 2017 en op 6 september 2017 werd het goedgekeurd door het Catalaans Parlement. Het referendum zou bindend zijn met een eenvoudige meerderheid, ongeacht de opkomst.
De Spaanse regering verzette zich tegen het Catalaans onafhankelijkheidsreferendum, omdat de Spaanse grondwet niet toelaat dat een Spaanse regio zich onafhankelijk verklaart zonder toestemming van de Spaanse overheid. Op haar beurt beriep de Catalaanse overheid zich voor haar besluit om het referendum toch te laten doorgaan op het zelfbeschikkingsrecht. Omdat het grondwettelijk hof van Spanje het houden van het referendum ongeldig achtte en het referendum op 1 oktober 2017 toch doorgang vond, zette de Spaanse overheid geweld in om de gang naar de stembus bij het referendum te verstoren.
Uiteindelijk kwam 42% van de stemgerechtigden opdagen, en 90% van hen stemde voor afscheiding.
Volgens het eindverslag van de Catalaanse Gezondheidsdienst (CatSalut), waren er 1.066 mensen die naar een van de Catalaanse ziekenhuizen gingen in verband met het geweld waarmee het referendum gepaard ging.
Op dit referendum volgde een politiek zeer turbulente tijd, met als hoogtepunt het daadwerkelijk uitroepen van de Catalaanse Republiek op 27 oktober 2017. Hierop reageerde de regering in Madrid door tijdelijk het zelfbestuur van de regio op te schorten, en arrestatiebevelen uit te vaardigen voor de voltallige Catalaanse regioregering, en andere leiders die zich actief bezig hadden gehouden met de organisatie van het referendum.